# فاني (مغنية)
فاني (بالفرنسية: Fanny Biascamano)‏ هي مغنية فرنسية، ولدت في 16 سبتمبر 1979 في سيت في فرنسا.

## وصلات خارجية
- الموقع الرسمي
- فاني على موقع IMDb (الإنجليزية)
- فاني على موقع ميوزك برينز (الإنجليزية)
- فاني على موقع ديسكوغز (الإنجليزية)